# باري مايكلز
باري مايكلز (بالإنجليزية: Barry Michaels)‏ هو مقدم برامج إذاعية أمريكي، ولد في 1952.